# Шалагин, Михаил Андреевич
Михаи́л Андре́евич Шала́гин (2 февраля 1933, Большое Крюково, Новоторъяльский район, Марийская автономная область, Горьковский край, РСФСР, СССР ― 8 мая 2017, Йошкар-Ола, Россия, Марий Эл) ― советский деятель спорта и организатор музейного дела. Председатель Марийского областного совета Добровольного спортивного общества «Урожай» (1966―1987). Председатель Совета ветеранов спорта Республики Марий Эл (1996―2017), организатор и директор Музея спортивной славы Марий Эл (1997―2017). Заслуженный работник физической культуры Марийской АССР (1990). Член КПСС.

## Биография
Родился 2 февраля 1933 года в дер. Большое Крюково ныне Новоторъяльского района Марий Эл.
В 1956 году окончил Марийский педагогический институт имени Н. К. Крупской. Заступил на комсомольскую работу, в 1958 году окончил Центральную комсомольскую школу при ЦК ВЛКСМ.
В 1959 году перешёл на работу в области спорта: возглавил организационный отдел Союза спортивных организаций и обществ Марийской АССР. В 1964 году окончил Высшие физкультурные курсы при Московском областном институте физической культуры. В 1966―1987 годах – председатель Марийского областного совета Добровольного спортивного общества «Урожай». Под его руководством областная организация стала одной из лучших в России по развитию физической культуры и спорта на селе: открыто 12 детско-юношеских спортивных школ, в т. ч. 2 школы по конному спорту, построено 46 спортзалов, 70 стрелковых тиров, 70 хоккейных коробок, 52 лыжные базы и др. Регулярно проводились традиционные игры «Золотой колос», спортивный праздник «Марийские самоцветы» и др. Общество имело ряд высоких достижений в дзюдо, вольной борьбе, волейболе. В 1977 году награждён Почётной грамотой Президиума Верховного Совета Марийской АССР. В 1990 году удостоен почётного звания «Заслуженный работник физической культуры Марийской АССР».
В 1987―1997 годах был заведующим отделом агропрома Марийского областного совета ВДСО профсоюзов.
В 1996 году стал председателем Совета ветеранов спорта Республики Марий Эл. С 1997 года ― организатор и первый директор Музея спортивной славы Марий Эл, где собрал более 50000 экспонатов. За 20 лет работы музей посетило более 100 тысяч человек.
Является автором книг «Талантов сельских хватит на века» (2008), «Дело всей жизни: летопись марийского спорта за 100 лет» (2015). Был лично знаком с такими деятелями спорта как бегун и лыжник Александр Кропотов, лыжница Нина Селюнина-Рочева, лыжник Альберт Ямалеев, гимнасты Владимир Медведков и Зинаида Дружинина, легкоатлеты Юрий и Геннадий Бобковы, планеристка Тамара Насонова, бегуны Римма Пальцева и Владимир Тивиков, футбольный вратарь Александр Филимонов и многие другие.
Скончался 8 мая 2017 года в Йошкар-Оле.

## Признание
- Заслуженный работник физической культуры Марийской АССР (1990)[1][2]
- Медаль «Ветеран труда»[2]
- Медаль «За доблестный труд. В ознаменование 100-летия со дня рождения Владимира Ильича Ленина»[2]
- Почётная грамота Президиума Верховного Совета Марийской АССР (1977)[1][2]

## Память
- Имя основателя М. А. Шалагина носит Музей спортивной славы Республики Марий Эл[4][12][13].
- 24 ноября 2022 года в Ледовом дворце «Марий Эл» состоялось открытие экспозиционно-выставочной площадки имени М. А. Шалагина[14][15].
- В феврале 2023 года, к 90-летию со дня рождения основателя Музея спортивной славы Марий Эл М. А. Шалагина, в Ледовом дворце «Марий Эл» в Йошкар-Оле прошёл памятный вечер[16].